# Песчаная лисица
Песчаная лисица (лат. Vulpes rueppellii) — хищное млекопитающее рода лисиц семейства псовых. Видовое название дано в честь немецкого зоолога Эдуарда Рюппеля (1794—1884).

## Ареал и среда обитания
Песчаная лисица встречается в пустыне Сахара, от Марокко и Туниса до Египта и Сомали. Типичная среда обитания — песчаные и каменистые пустыни.

## Описание
Данный вид имеет крупные широкие уши и лапы с опушёнными мехом подушечками для защиты от перегрева. У песчаной лисицы превосходное зрение, слух и высокочувствительное обоняние. Она может долгое время обходиться без питья, довольствуясь влагой из пищи.

## Охрана вида
В Израиле вид оказался на грани уничтожения из-за конкуренции с бурыми лисицами, которые расширяют свой ареал, следуя за человеческими поселениями в пустыню. Это привело к вытеснению песчаной лисицы в более экстремальные места обитания, куда бурые лисицы не проникают. Песчаная лисица охраняется в заповедных областях Израиля, вид полностью защищен по закону, охота запрещена.

## Подвиды
- Vulpes rueppellii rueppelli
- Vulpes rueppellii caesia
- Vulpes rueppellii cyrenaica
- Vulpes rueppellii sabaea
- Vulpes rueppellii zarudneyi